# Rallye Monte-Carlo 1971
Le Rallye Monte-Carlo 1971 (40e Rallye Monte-Carlo), disputé du 22 au 29 janvier 1971, est la huitième manche du Championnat international des marques (IMC) courue depuis 1970 et la première manche du Championnat international des marques 1971.

## Contexte avant la course

### Le championnat international des rallyes pour marques

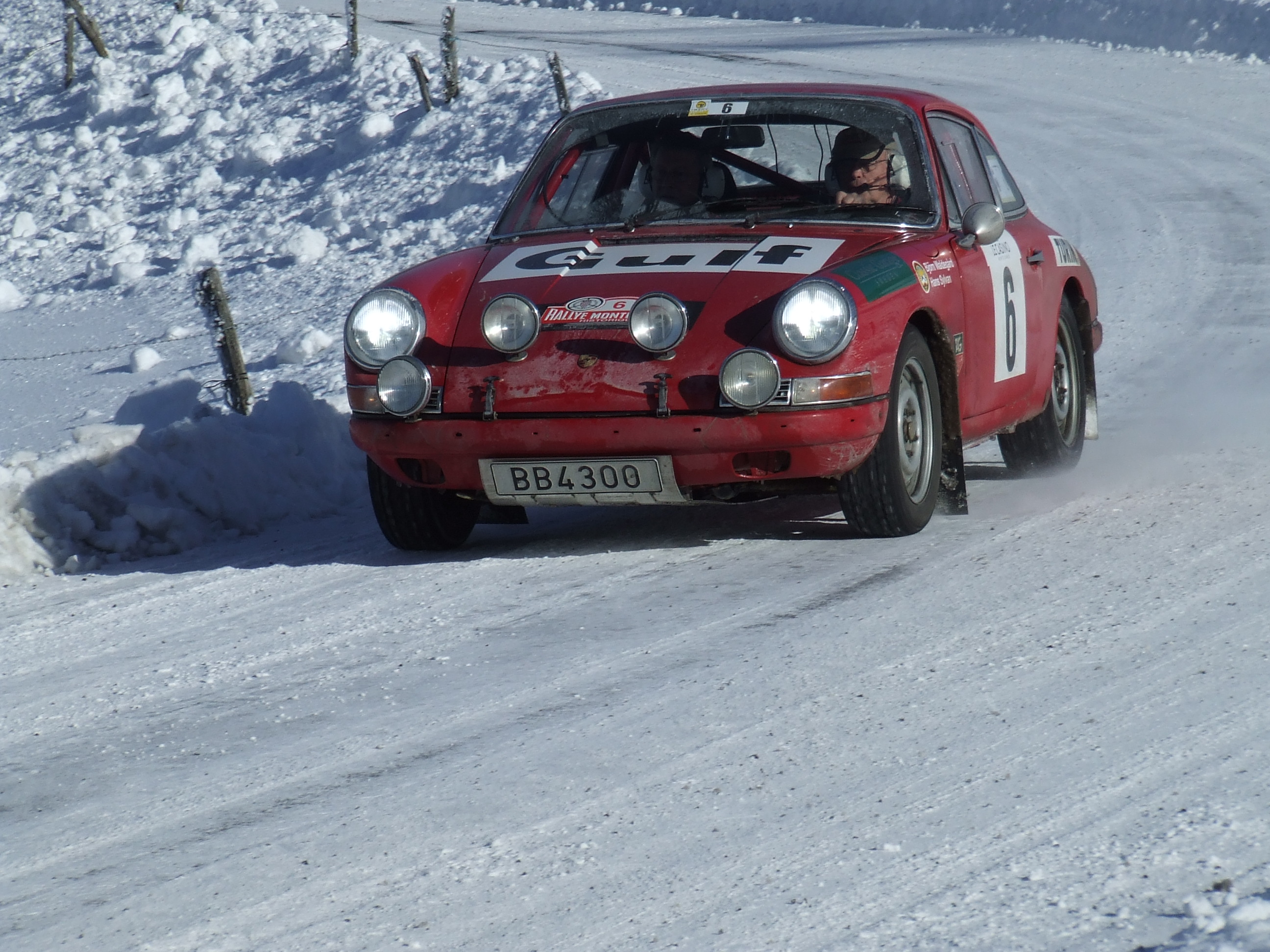
Porsche a remporté le championnat international des rallyes 1970, la 911 S de Björn Waldegård s'étant imposée dans trois des sept manches sélectives.

Alors que le championnat d'Europe des rallyes pour conducteurs fut créé en 1953, ce n'est que quinze ans plus tard, en 1968 qu'apparut le championnat d'Europe des rallyes pour marques (ERC), Ford devenant cette année-là le premier constructeur titré dans la discipline. En 1970, le championnat devint intercontinental et fut rebaptisé championnat international des rallyes pour marques (IRCM) en intégrant une épreuve africaine, le Safari. Le calendrier 1971 comprend neuf manches, deux de plus que l'année précédente grâce à l'ajout du Rallye du Maroc et au retour de la Coupe des Alpes. Les épreuves sont réservées aux catégories suivantes :
- Groupe 1 : voitures de tourisme de série
- Groupe 2 : voitures de tourisme spéciales
- Groupe 3 : voitures de grand tourisme de série
- Groupe 4 : voitures de grand tourisme spéciales

Principaux animateurs de la saison 1970, Porsche (tenant du titre et vainqueur de trois des sept épreuves disputées), Alpine et Lancia seront de nouveau favoris cette année, mais devront également affronter Fiat et Datsun qui ont étoffé leur programme sportif. Ces cinq constructeurs ont tout particulièrement soigné la préparation et les reconnaissances de l'épreuve inaugurale du championnat et disposeront d'importants moyens d'assistance pour leurs équipages.

### L'épreuve
Le Rallye Monte-Carlo est l'une des plus anciennes épreuves routières existantes. Il fut créé en 1911 sous la forme d'une épreuve de régularité ralliant en principauté des équipages partis de diverses villes européennes, dans le but de dynamiser la saison hivernale monégasque. Une première évolution apparut en 1924, avec l'ajout de tronçons sélectifs permettant de départager les concurrents ex æquo. Dès 1929, la compétition devient plus rude, les moyennes imposées s'avérant beaucoup plus difficiles à respecter. L'introduction du classement général scratch, sur la base de secteurs chronométrés, eut lieu en 1968, le rallye devenant alors une véritable course de vitesse. Au volant d'une Porsche 911, Björn Waldegård a remporté les deux éditions précédentes. Inauguré en 1969, le Rallye des Chevronnés, réservé aux pilotes expérimentés de plus de cinquante ans, emprunte le parcours de la première partie du Rallye Monte-Carlo, à l'exception toutefois de l'épreuve chronométrée.

## Le parcours
- départ : 22 janvier 1971 (choix entre dix villes de départ)
- arrivée : 29 janvier 1971 à Monaco
- distance : environ 5500 km dont 455,9 sur 17 épreuves spéciales
- surface : asphalte (conditions hivernales)
- Parcours divisé en trois étapes : parcours de concentration, parcours commun et épreuve complémentaire[2]

### Parcours de concentration
- Dix parcours possibles (environ 3315 km chacun), du 22 au 25 janvier :

1. Itinéraire d'Almería : Almería - Murcie - Madrid - Saragosse - Bayonne - Agen - Périgueux - Le Turel - Millau - Figeac - Saint-Céré - Mauriac - Aurillac - Saint-Flour - Clermont-Ferrand - Bourg-en-Bresse - Saint-Claude - Saint-Germain-de-Joux - Bourgoin-Jallieu - Vassieux-en-Vercors - Gap - Digne - Rouaine - Monaco
2. Itinéraire d'Athènes : Athènes - Larissa - Évzoni - Niš - Belgrade - Sarajevo - Split - Zadar - Rijeka - Padoue - Turin - Gap - Digne - Rouaine - Monaco
3. Itinéraire de Bucarest : Bucarest - Pitești - Turnu Severin - Cluj - Oradea - Arad - Belgrade - Sarajevo - Split - Zadar - Rijeka - Padoue - Crémone - Turin - Gap - Digne - Rouaine - Monaco
4. Itinéraire de Francfort : Francfort - Nürburgring - Luxembourg - Saint-Avold - Metz - Guise - Arras - Boulogne-sur-Mer - Vire - Rennes] - Angers - Poitiers - Périgueux - Le Turel - Millau - Figeac - Saint-Céré - Mauriac - Aurillac - Saint-Flour - Clermont-Ferrand - Bourg-en-Bresse - Saint-Claude - Saint-Germain-de-Joux - Bourgoin-Jallieu - Vassieux-en-Vercors - Gap - Digne - Rouaine - Monaco
5. Itinéraire de Glasgow : Glasgow - Rugby - Douvres - Boulogne-sur-Mer - Moyaux - Vire - Rennes] - Angers - Poitiers - Cahors - Le Turel - Millau - Figeac - Saint-Céré - Mauriac - Aurillac - Saint-Flour - Clermont-Ferrand - Bourg-en-Bresse - Saint-Claude - Saint-Germain-de-Joux - Bourgoin-Jallieu - Vassieux-en-Vercors - Gap - Digne - Rouaine - Monaco
6. Itinéraire de Marrakech : Marrakech - Béni Mellal - Zaïda - Fès - Taounate - Tanger - Algésiras - Almería - Murcie - Valence - Barcelone - Alès - Pradelles - Gap - Digne - Rouaine - Monaco
7. Itinéraire de Monte-Carlo : Monte-Carlo - Gap - Saint-Péray - Le Puy-en-Velay - Le Vigan - Mende - Le Vaux - Toulouse  - Bayonne - Agen - Périgueux - Cahors - Le Turel - Millau - Figeac - Saint-Céré - Mauriac - Aurillac - Saint-Flour - Clermont-Ferrand - Bourg-en-Bresse - Saint-Claude - Saint-Germain-de-Joux - Bourgoin-Jallieu - Vassieux-en-Vercors - Gap - Digne - Rouaine - Monaco
8. Itinéraire d'Oslo : Oslo - Göteborg - Gorzów - Zielona - Jelenia Góra - Prague - Vienne - Zwettl - Linz - Ratisbonne - Nuremberg - Hanau - Strasbourg - Morteau - Saint-Claude - Saint-Germain-de-Joux - Bourgoin-Jallieu - Vassieux-en-Vercors - Gap - Digne - Rouaine - Monaco
9. Itinéraire de Reims : Reims - Isles-sur-Suippe - Bar-le-Duc - Saint-Avold - Metz - Charleville-Mézières - Guise - Arras - Boulogne-sur-Mer - Vire - Rennes] - Angers - Poitiers - Cahors - Le Turel - Millau - Figeac - Saint-Céré - Mauriac - Aurillac - Saint-Flour - Clermont-Ferrand - Bourg-en-Bresse - Saint-Claude - Saint-Germain-de-Joux - Bourgoin-Jallieu - Vassieux-en-Vercors - Gap - Digne - Rouaine - Monaco
10. Itinéraire de Varsovie : Varsovie - Gdańsk - Poznań - Wrocław - Prague - Vienne - Zwettl - Linz - Ratisbonne - Nuremberg - Hanau - Strasbourg - Morteau - Saint-Claude - Saint-Germain-de-Joux - Bourgoin-Jallieu - Vassieux-en-Vercors - Gap - Digne - Rouaine - Monaco

- Une épreuve spéciale, 38,5 km

### Parcours commun
- 1516 km, du 26 au 27 janvier
- Monaco - Pont des Miolans - Les Grillons - Montauban-sur-l'Ouvèze - Dieulefit - Le Moulinon - Burzet - Vals-les-Bains - Le Moulinon - Saint-Jean-en-Royans - Le Sappey - Chambéry - Theys - Saint-Barthélemy - Cordéac - Gap - Selonnet - Digne - Monaco
- Neuf épreuves spéciales, 254,4 km

### Épreuve complémentaire
- 669,5 km, du 28 au 29 janvier
- Monaco - Le Moulinet - Saint-Sauveur-sur-Tinée - Puget-Théniers - La Bollène - Saint-Sauveur-sur-Tinée - Puget-Théniers - La Bollène - Monaco
- Sept épreuves spéciales, 163 km

## Les forces en présence
- Porsche

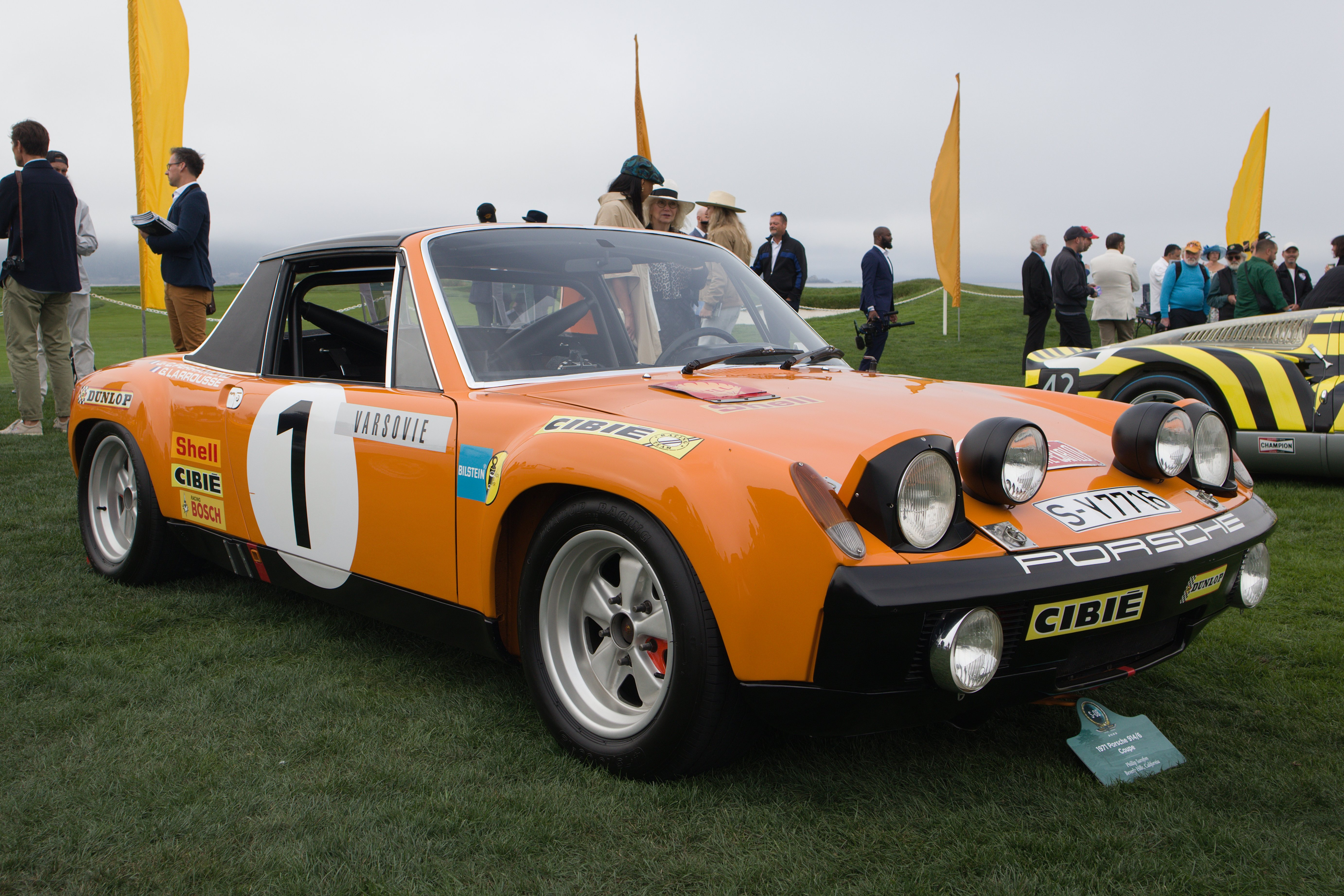
La Porsche 914/6 de Gérard Larrousse.

Pour des raisons commerciales, le constructeur de Stuttgart a décidé d'engager ses modèles 914/6 groupe 4 à la place des 911 S qui lui ont apporté le titre en 1970. Dotées d'un moteur six cylindres à plat refroidi par air, placé en position central, ces coupés biplaces pèsent 850 kg. D'une cylindrée de 1991 cm3, elles disposent de 205 chevaux à 7800 tr/min. Les trois voitures officielles sont confiées à Björn Waldegård/Hans Thorszelius, Gérard Larrousse/Jean-Claude Perramond et Åke Andersson/Bo Thorszelius. Copilote habituel de Waldegård, Lars Helmér vient de perdre son père et a été remplacé au pied levé par Hans Thorszelius. L'usine a également préparé une  911 S groupe 4 (moteur arrière, six cylindres de 2,3 litres, 240 chevaux) pour le Team Cibié. Elle est aux mains de Guy Chasseuil et Christian Baron. L'équipage privé Claude Haldi/André Savary dispose d'un modèle identique. Contrairement aux équipages officiels et semi-officiels, qui prendront le départ de Varsovie, ces derniers partiront de Reims.
- Alpine

Jean Redelé aligne six A110 1600 S groupe 4 pour Jean-Pierre Nicolas/Claude Roure, Jean Vinatier/Maurice Gélin, Jean-Luc Thérier/Marcel Callewaert, Bernard Darniche/Claude Robertet, Jean-Claude Andruet/Michel Vial et Ove Andersson/David Stone. Bob Neyret/Claudine Trautmann et Jean-Marie Jacquemin/Sylvain Bernard s'alignent sur des A110 1600 S privées mais bénéficieront de l'assistance officielle. Pesant seulement 635 kg, ces berlinettes sont dotées d'un moteur quatre cylindres de 1565 cm3, disposé en porte-à-faux arrière, d'une puissance de l'ordre de 155 chevaux. Elles partiront de Marrakech.
- Lancia

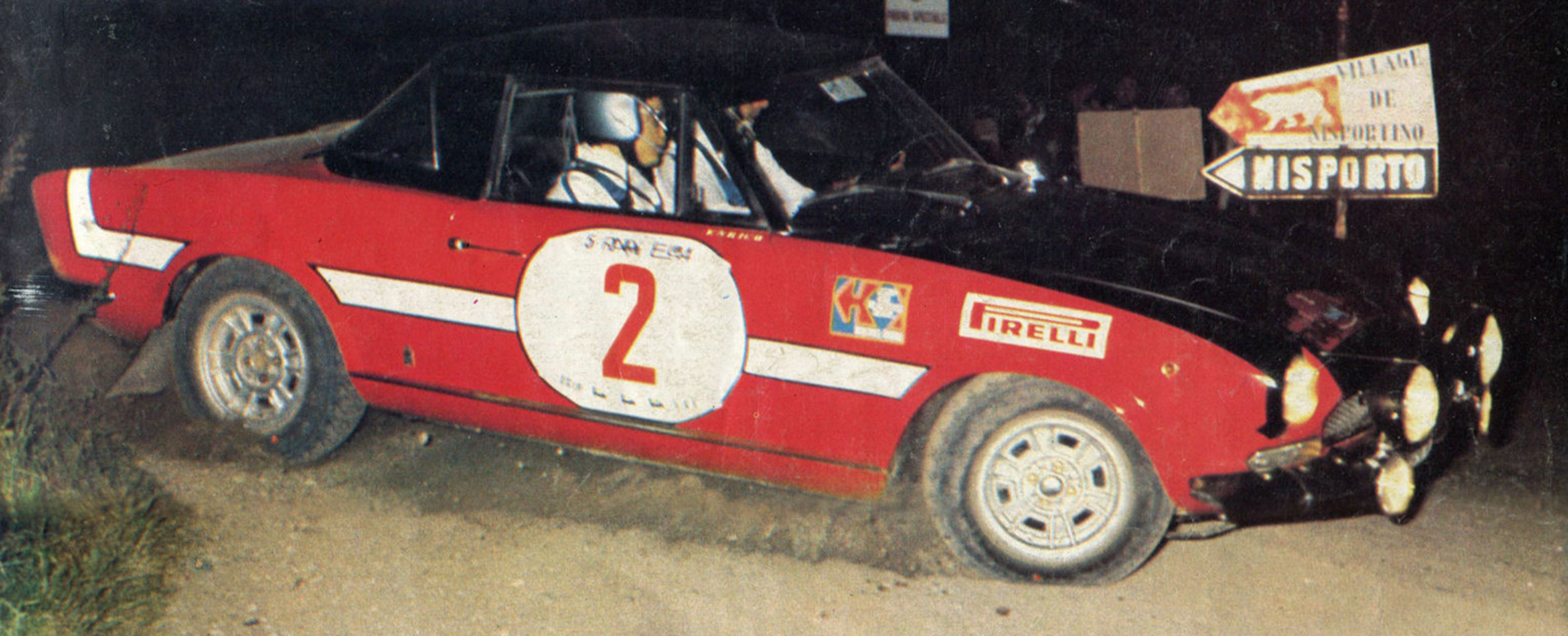
Une Fiat 124 Spider groupe 4.

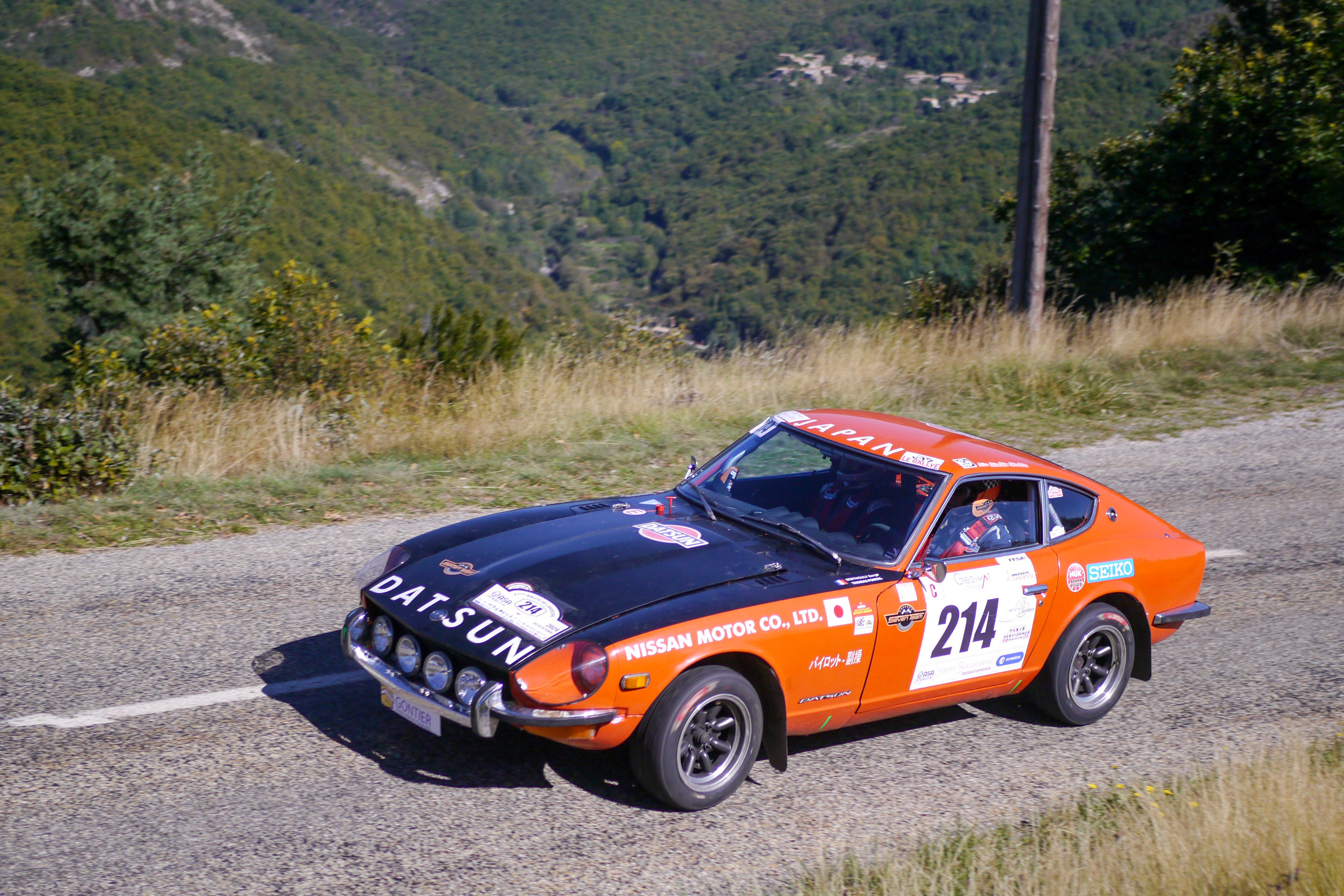
Un coupé Datsun 240Z Groupe 4.

La Scuderia Lancia a engagé cinq coupés Fulvia HF groupe 4. Ceux confiés à Harry Källström/Gunnar Häggbom et Simo Lampinen/John Davenport partiront d'Athènes tandis que Sergio Barbasio/«Kilroy», Sandro Munari/Mario Mannucci et Amilcare Ballestrieri/Arnaldo Bernacchini s'élanceront de Marrakech. Ces tractions pèsent 850 kg. Leur moteur V4 de 1584 cm3, alimenté par deux carburateurs Dell'Orto à double-corps, développe 150 chevaux.
- Fiat

Le grand constructeur italien a engagé trois voitures, deux 124 Spider groupe 4 pour Alcide Paganelli/Ninni Russo et Håkan Lindberg/Sölve Andreasson et une berline 125 Special groupe 2 pour Giuseppe Ceccato/Helmut Eisendle. Ces deux modèles, à transmission classique, sont animés par un moteur quatre cylindres de 1608 cm3, d'une puissance de l'ordre de 150 chevaux à 6600 tr/min. Le spider 124 pèse 895 kg, contre 1055 pour la berline 125. Leur ville de départ est Athènes.
- Datsun

La marque japonaise est présente avec deux coupés 240 Z groupe 4 pour Rauno Aaltonen/Paul Easter et Tony Fall/Mike Wood. Ils pèsent 1000 kg et sont dotés d'un moteur six cylindres en ligne de 2393 cm3 développant près de 230 chevaux. Les deux voitures partiront de Monte-Carlo.
- Alfa Romeo

La SOFAR, qui représente Alfa Romeo en France, a préparé trois coupés Giulia GTAM groupe 2 pour Jean-Louis Barailler/Jean-Philippe Fayel, Guy Verrier/Francis Murac et «Christine»/«Biche», qui, partant de Reims, épauleront la GTAM de Giorgio Pianta/Fabio Miracolo, directement engagée par l'usine et qui s'élancera de Monte-Carlo. Ces voitures à transmission classique pèsent une tonne ont un moteur quatre cylindres de deux litres, délivrant 200 chevaux à 7200 tr/min.
- Opel

Bien que ne participant pas officiellement, la filiale allemande de General Motors, avec plus de vingt voitures au départ, est largement représentée par les équipes privées. Jean Ragnotti, copiloté par Pierre Thimonier, partira de Monte-Carlo au volant d'une Kadett Rallye groupe 2 préparée par Steinmetz. Ce coupé de 890 kg à transmission classique est mû par un quatre cylindres de 1897 cm3 développant 160 chevaux. Le Greder Racing aligne deux berlines Commodore GS/E groupe 1 (transmission classique, six cylindres, 2784 cm3, environ 150 chevaux) qui partiront également de Monte-Carlo avec les équipages Henri Greder/Pierre Pagani et Marie-Claude Beaumont/Martine de la Grandrive. Les autres voitures de la marque, inscrites dans les groupes 1 et 2, sont aux mains de pilotes indépendants, en majorité allemands.
- BMW

Très appréciée par les équipages amateurs, la marque munichoise est présente en force avec ses berlines à deux portes, principalement de type 2002. Quelques-unes ont été préparées par l'usine, notamment les 2002 Ti groupe 2 (transmission classique, moteur 4 cylindres de 2 litres, plus de 180 chevaux, 940 kg) d'Achim Warmbold/Hans-Christoph Mehmel et de Nicolas Koob/Jos Brandenburger, qui partiront de Francfort, ainsi que les 2002 Ti groupe 1 (plus de 120 chevaux après préparation) confiées à Claude Ballot-Léna/Jean-Claude Morenas et Pierre Maublanc/Jean-Luc Demarquet, qui s'élanceront de Reims, tout comme Hannelore Werner/Oda Dencker-Andersen qui participent à l'épreuve sur une 2002 Ti groupe 2 privée.
- Autobianchi

Distributeur d'Autobianchi, Citroën a engagé deux A112 Abarth groupe 2 pour René Trautmann/Dominique Guichard et Roger Dubos/Roger Martin. Ces petites tractions de 635 kg sont animées par un quatre cylindres de 903 cm3 développant 65 chevaux. Elles partiront de Monte-Carlo.

## Déroulement de la course

### Parcours de concentration

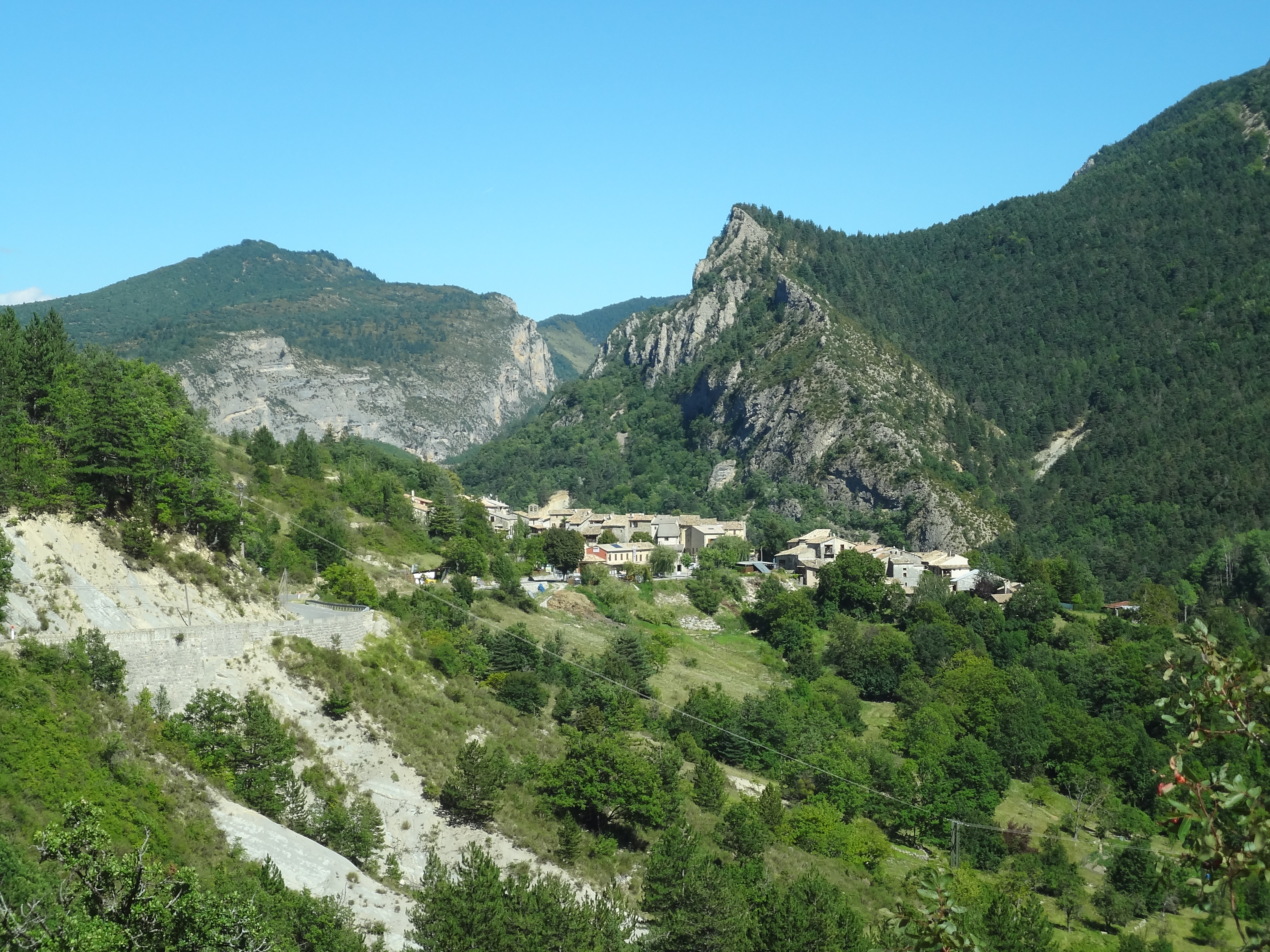
Situé au nord-est de Castellane, le hameau de Rouaine est le point de départ de la première épreuve spéciale.

224 équipages, répartis sur dix villes différentes, prennent le départ de la course le vendredi 22 janvier, peu avant minuit. Si pour la majorité des pilotes de notoriété le parcours s'effectue sans incident notable jusqu'aux Alpes, quelques uns ne pourront cependant pas disputer la première épreuve chronométrée, entre Rouaine et le Pont des Miolans, par le col du Trébuchet. La Porsche de Claude Haldi a eu un problème de culbuteur, tandis que Jean-Marie Jacquemin, parti de Marrakech a dû renoncer avant d'atteindre Tanger, le moteur de son Alpine ayant lâché. Partie de Reims sur son Alfa Romeo, «Christine» a subi le même sort dès les premiers kilomètres, tout comme Jean-Pierre Rouget, trahi par la boîte de vitesses de son Alpine. Ce sont tout d'abord les équipages venant de Marrakech qui affrontent les trente-huit kilomètres de l'unique épreuve spéciale du parcours de concentration, Ove Andersson s'y montrant le plus rapide sur son Alpine, devançant de dix-sept secondes son coéquipier Jean-Luc Thérier. Bernard Darniche a perdu du temps, un moment bloqué par Lancia de Sergio Barbasio qui, sorti de la route, tentait de repartir au moment où l'Alpine n°12 arrivait ! Les équipages de pointe partis de Varsovie seront gênés par les plus lents de l'itinéraire précédent, qu'ils auront du mal à doubler. Il en sera de même pour les autres têtes d'affiche, seuls les concurrents étant passés par le Maroc ayant évité ce problème. Malgré ce handicap, Björn Waldegård (sur Porsche) va réaliser le troisième meilleur temps, à cinquante-cinq secondes d'Ove Andersson. Les plus malchanceux seront les équipages partis d'Athènes, les derniers à passer, qui auront à affronter une tempête de neige. Chez les favoris, la Scuderia Lancia va être durement éprouvée : Simo Lampinen a trouvé à quatre reprises des voitures en travers de sa route et a perdu plusieurs minutes, alors que son coéquipier Harry Källström a endommagé une soupape et ne pourra pas disputer le parcours commun. Malgré deux blocages par des voitures venant de Glasgow, Jean Ragnotti place son Opel Kadett en tête du Groupe 2, devant la BMW de Nicolas Koob, tandis que Marie-Claude Beaumont (Opel Commodore) a réalisé le meilleur temps en tourisme de série. La fin d'étape va s'avérer également problématique pour certains, les embouteillages aux abords de Monaco rendant les horaires difficiles à respecter. Si la plupart des professionnels parviendront à éviter d'être pénalisés, Waldegård pointera deux minutes en retard à cause d'un accrochage, ce qui lui vaudra une minute de pénalité et le fera rétrograder à la douzième place du classement général. Derrière les deux Alpine de tête, Sandro Munari (Lancia) hérite de la troisième place. Le pilote italien précède l'Alpine de Jean-Claude Andruet et la Porsche d'Åke Andersson. Sixième, Darniche est à égalité avec la Datsun de Rauno Aaltonen. 171 voitures ont rallié Monaco.

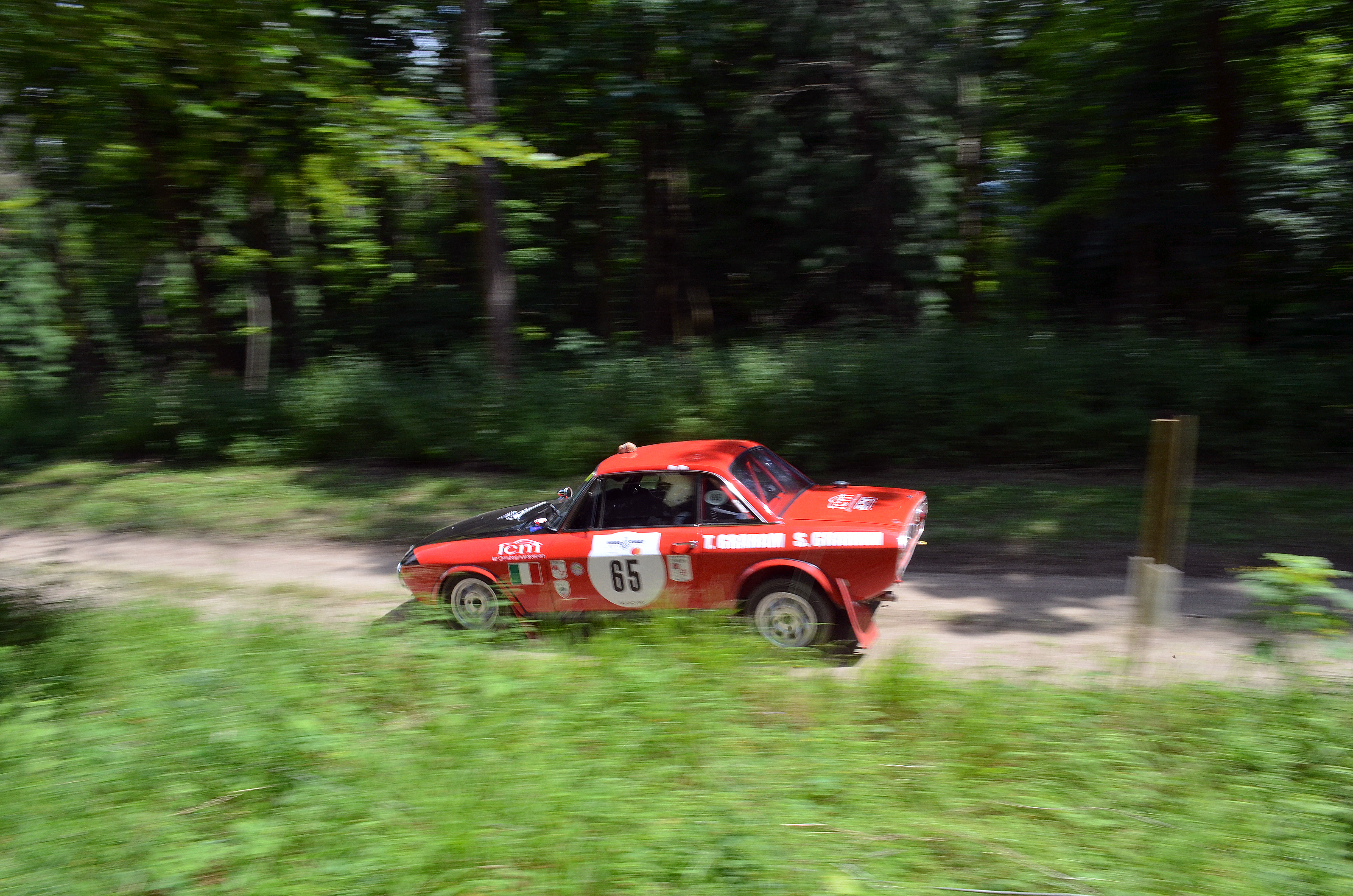
Une Lancia Fulvia HF semblable à celle de Sandro Munari. À l'issue du parcours de concentration, le pilote italien se positionne comme le principal rival des pilotes d'Alpine.

| Pos. | Pilote                | Copilote              | Voiture                | Groupe | Temps       | Écart        |
| ---- | --------------------- | --------------------- | ---------------------- | ------ | ----------- | ------------ |
| 1    | Ove Andersson         | David Stone           | Alpine A110 1600 S     | 4      | 36 min 50 s |              |
| 2    | Jean-Luc Thérier      | Marcel Callewaert     | Alpine A110 1600 S     | 4      | 37 min 07 s | + 17 s       |
| 3    | Sandro Munari         | Mario Mannucci        | Lancia Fulvia coupé HF | 4      | 37 min 32 s | + 42 s       |
| 4    | Jean-Claude Andruet   | Michel Vial           | Alpine A110 1600 S     | 4      | 37 min 49 s | + 59 s       |
| 5    | Åke Andersson         | Bo Thorszelius        | Porsche 914/6          | 4      | 37 min 52 s | + 1 min 02 s |
| 6    | Bernard Darniche      | Claude Robertet       | Alpine A110 1600 S     | 4      | 37 min 58 s | + 1 min 08 s |
| 6=   | Rauno Aaltonen        | Paul Easter           | Datsun 240Z            | 4      | 37 min 58 s | + 1 min 08 s |
| 8    | Gérard Larrousse      | Jean-Claude Perramond | Porsche 914/6          | 4      | 38 min 14 s | + 1 min 24 s |
| 9    | Håkan Lindberg        | Sölve Andreasson      | Fiat 124 Spider        | 4      | 38 min 17 s | + 1 min 27 s |
| 10   | Jean-Pierre Nicolas   | Claude Roure          | Alpine A110 1600 S     | 4      | 38 min 21 s | + 1 min 31 s |
| 11   | Amilcare Ballestrieri | Arnaldo Bernacchini   | Lancia Fulvia coupé HF | 4      | 38 min 27 s | + 1 min 37 s |
| 12   | Björn Waldegård       | Hans Thorszelius      | Porsche 914/6          | 4      | 38 min 45 s | + 1 min 55 s |
| 13   | Jean Vinatier         | Maurice Gélin         | Alpine A110 1600 S     | 4      | 39 min 05 s | + 2 min 15 s |
| 14   | Sergio Barbasio       | «Kilroy»              | Lancia Fulvia coupé HF | 4      | 39 min 14 s | + 2 min 24 s |
| 15   | Alcide Paganelli      | ‘Ninni’ Russo         | Fiat 124 Spider        | 4      | 39 min 18 s | + 2 min 28 s |
| 16   | Tony Fall             | Mike Wood             | Datsun 240Z            | 4      | 39 min 25 s | + 2 min 35 s |
| 17   | Jean Ragnotti         | Pierre Thimonier      | Opel Kadett Rallye     | 2      | 39 min 47 s | + 2 min 57 s |
| 18   | Simo Lampinen         | John Davenport        | Lancia Fulvia coupé HF | 4      | 39 min 49 s | + 2 min 59 s |

### Parcours commun

#### Monaco - Vals-les-Bains
Les équipages repartent de Monaco le mardi matin, en direction de l'arrière-pays niçois. Dans le secteur chronométré de la vallée de l'Estéron, en grande partie enneigé, Andersson accentue son avance sur Thérier, dont le choix de pneus s'est avéré moins judicieux. Waldegård s'est montré une nouvelle fois le plus rapide des pilotes Porsche et a déjà regagné deux places au classement général, alors que son coéquipier Gérard Larrousse a effectué une petite sortie de route et a rétrogradé de la huitième à la douzième place. Marie-Claude Beaumont a également été retardée par une sortie de route, laissant la Citroën DS de Jean Saurel mener le Groupe 1. Le jeune pilote amateur français va cependant casser sa boîte de vitesses dans le secteur suivant, le col de Perty, où Munari réalise le meilleur temps et passe devant Thérier au classement général, Ove Andersson conservant le commandement avec une quarantaine de secondes d'avance sur la première Lancia. Larrousse a grillé son embrayage dans la montée du col ; il parviendra jusqu'à son point d'assistance mais va devoir abandonner. Les concurrents quittent alors les Alpes pour gagner l'Ardèche, où la neige est tombée en abondance les jours précédents. Waldegård va réaliser le meilleur temps sur les trente-huit kilomètres séparant Le Moulinon d'Antraigues, juste devant les six Alpine officielles, remontant à la sixième place. Munari rétrograde en quatrième position, Ove Andersson, toujours en tête, possédant maintenant plus d'une minute d'avance sur Thérier et Andruet. Åke Andersson a abandonné, boîte de vitesses cassée. La boucle de quarante-cinq kilomètres au nord de Burzet est très enneigée. Håkan Lindberg s'y montre le plus rapide sur sa Fiat et remonte de la douzième à la huitième place. Ove Andersson était en passe réaliser un belle performance dans ce secteur mais il a dû effectuer la moitié du parcours avec l'accélérateur bloqué, jouant avec l'embrayage et le contact pour négocier les virages ! Il en est résulté une consommation excessive de carburant et il est tombé en panne d'essence en fin de parcours, terminant l'épreuve en roue libre. Il conserve néanmoins quelques secondes d'avance sur Thérier mais le temps ensuite perdu pour la réparation va lui coûter une minute de pénalité. Au contrôle de Vals-les-Bains, Thérier figure donc en tête de la course, avec près d'une minute d'avance sur son coéquipier suédois, désormais talonné par Andruet. Pénalisé par un mauvais choix de pneus à Burzet, Munari a rétrogradé à la cinquième place, derrière Waldegård. Quinzième, Ragnotti est toujours largement en tête du groupe 2, alors que Greder mène en tourisme de série, devant sa coéquipière Marie-Claude Beaumont.
| Pos. | Pilote              | Copilote          | Voiture                | Groupe | Temps           | Écart        |
| ---- | ------------------- | ----------------- | ---------------------- | ------ | --------------- | ------------ |
| 1    | Jean-Luc Thérier    | Marcel Callewaert | Alpine A110 1600 S     | 4      | 2 h 23 min 41 s |              |
| 2    | Ove Andersson       | David Stone       | Alpine A110 1600 S     | 4      | 2 h 24 min 35 s | + 54 s       |
| 3    | Jean-Claude Andruet | Michel Vial       | Alpine A110 1600 S     | 4      | 2 h 24 min 55 s | + 1 min 14 s |
| 4    | Björn Waldegård     | Hans Thorszelius  | Porsche 914/6          | 4      | 2 h 25 min 00 s | + 1 min 19 s |
| 5    | Sandro Munari       | Mario Mannucci    | Lancia Fulvia coupé HF | 4      | 2 h 25 min 02 s | + 1 min 21 s |
| 6    | Bernard Darniche    | Claude Robertet   | Alpine A110 1600 S     | 4      | 2 h 25 min 30 s | + 1 min 49 s |
| 7    | Rauno Aaltonen      | Paul Easter       | Datsun 240Z            | 4      | 2 h 26 min 03 s | + 2 min 22 s |
| 8    | Håkan Lindberg      | Sölve Andreasson  | Fiat 124 Spider        | 4      | 2 h 27 min 22 s | + 3 min 41 s |
| 9    | Jean-Pierre Nicolas | Claude Roure      | Alpine A110 1600 S     | 4      | 2 h 27 min 40 s | + 3 min 59 s |
| 10   | Tony Fall           | Mike Wood         | Datsun 240Z            | 4      | 2 h 27 min 56 s | + 4 min 15 s |
| 11   | Jean Vinatier       | Maurice Gélin     | Alpine A110 1600 S     | 4      | 2 h 28 min 42 s | + 5 min 01 s |
| 12   | Alcide Paganelli    | ‘Ninni’ Russo     | Fiat 124 Spider        | 4      | 2 h 28 min 55 s | + 5 min 14 s |
| 13   | Simo Lampinen       | John Davenport    | Lancia Fulvia coupé HF | 4      | 2 h 29 min 17 s | + 5 min 36 s |
| 14   | Sergio Barbasio     | «Kilroy»          | Lancia Fulvia coupé HF | 4      | 2 h 32 min 22 s | + 8 min 41 s |
| 15   | Jean Ragnotti       | Pierre Thimonier  | Opel Kadett Rallye     | 2      |                 |              |
| 16   | Guy Chasseuil       | Christian Baron   | Porsche 911 S          | 4      |                 |              |

#### Vals-les-Bains - Monaco

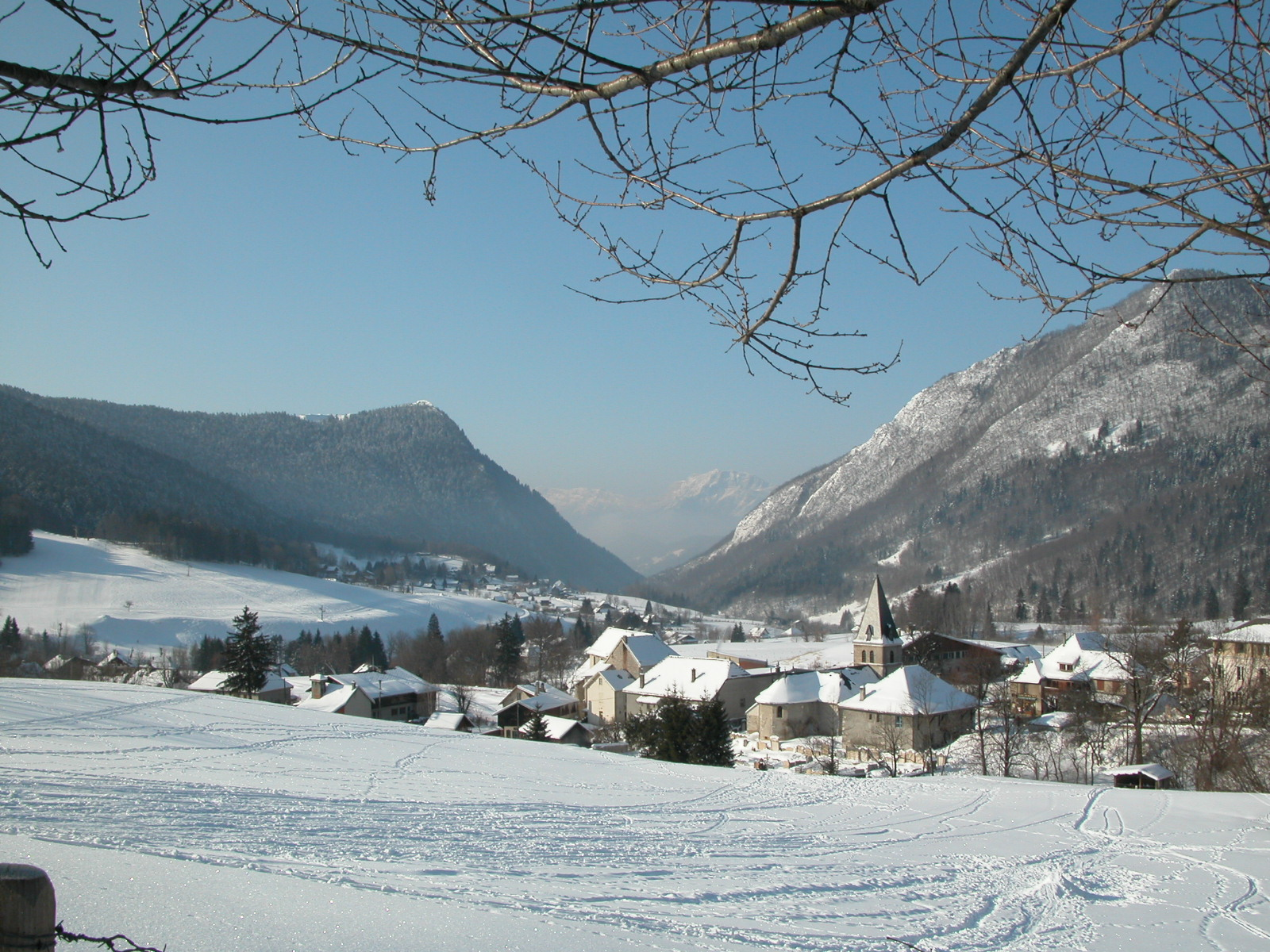
Le Sappey, dans le sud du massif de la Chartreuse, départ de la septième épreuve spéciale.

Les équipages quittent l'Ardèche pour rallier le Vercors. L'équipe Alpine a choisi des pneus fortement cloutés pour l'épreuve chronométrée suivante, entre Saint-Jean-en-Royans et La Cime du Mas. Cela s'avère une erreur, permettant à Munari (le plus rapide dans ce secteur) et Waldegård de se rapprocher à moins d'une minute de Thérier et de menacer sérieusement Andersson et Andruet. Munari va une nouvelle fois se mettre en évidence dans le Massif de la Chartreuse, dépossédant Andruet de la troisième place. Andersson réalise également une excellente performance et reprend le commandement de la course, avec trois secondes d'avance sur Thérier. Les quatre premiers se tiennent alors en seize secondes, Waldegård, cinquième, accusant désormais plus d'une minute de retard. Le parcours de liaison passe ensuite par Chambéry, puis emprunte des petites routes difficiles menant à Séchilienne, le temps imparti étant difficile à respecter. Des voitures de spectateurs sont bloquées dans la neige et vont gêner certains des favoris, dont Tony Fall qui a eu du mal à se frayer un passage. Le pilote Datsun va perdre beaucoup de temps et encaisser neuf minutes de pénalisations. Sur la spéciale de dix-huit kilomètres entre Saint-Barthélemy-de-Séchilienne et Lavaldens, les premiers à passer vont être favorisés, de brusques chutes de neige survenant peu après le départ de Waldegård. Celui-ci limite les dégâts et réalise un temps correct, Thérier, parti une minute plus tard, lui rendant plus de quarante secondes . Les plus défavorisés seront Paganelli, Darniche et Munari, la tempête se calmant peu après. Malgré la neige tombée en abondance, Andersson et Andruet ont tiré leur épingle du jeu : Andersson conserve la tête du classement général, avec une vingtaine de secondes d'avance sur Andruet, qui a pris la deuxième place, et près de quarante sur Thérier. Waldegård est quatrième à une minute, devançant Munari qui accuse maintenant près de deux minutes de retard et perdu une bonne partie de ses chances de victoire. Andersson creuse légèrement l'écart sur ses coéquipiers et sur Waldegård entre Chorges et Savines-le-Lac, où Munari réalise une contre-performance, concédant près d'une minute et demie supplémentaire à l'Alpine de tête. Marie-Claude Beaumont, qui talonnait Greder en tourisme de série, a été fortement pénalisée, tout d'abord par le remplacement d'une roue crevée qui s'est éternisé à cause d'un goujon endommagé, puis par un problème de pompe à essence. Ses espoirs de remporter la Coupe des Dames s'envolent, au profit d'Hannelore Werner, sur BMW. Dernière épreuve du parcours commun, les sept kilomètres de montée de la côte de Levens n'apporteront aucun changement significatif. Les trente-cinq rescapés rallient Monaco le mercredi en fin de matinée, mais cinq d'entre eux sont hors délai et ne pourront disputer la dernière étape. Trois Alpine sont en tête, Andersson possédant une demi-minute d'avance sur Andruet et quarante secondes sur Thérier. Quatrième, Waldegård est à plus d'une minute. Derrière les quatre premiers, Munari accuse près de trois minutes et demie de retard. Il précède la Datsun d'Aaltonen et l'Alpine de Nicolas, au coude à coude. Ragnotti, quatorzième, domine le groupe 2, tandis que Greder, quinzième, mène toujours le groupe 1.
| Pos. | Pilote              | Copilote          | Voiture                | Groupe | Temps           | Écart         |
| ---- | ------------------- | ----------------- | ---------------------- | ------ | --------------- | ------------- |
| 1    | Ove Andersson       | David Stone       | Alpine A110 1600 S     | 4      | 4 h 08 min 47 s |               |
| 2    | Jean-Claude Andruet | Michel Vial       | Alpine A110 1600 S     | 4      | 4 h 09 min 18 s | + 31 s        |
| 3    | Jean-Luc Thérier    | Marcel Callewaert | Alpine A110 1600 S     | 4      | 4 h 09 min 27 s | + 40 s        |
| 4    | Björn Waldegård     | Hans Thorszelius  | Porsche 914/6          | 4      | 4 h 09 min 53 s | + 1 min 06 s  |
| 5    | Sandro Munari       | Mario Mannucci    | Lancia Fulvia coupé HF | 4      | 4 h 12 min 09 s | + 3 min 22 s  |
| 6    | Rauno Aaltonen      | Paul Easter       | Datsun 240Z            | 4      | 4 h 12 min 57 s | + 4 min 10 s  |
| 7    | Jean-Pierre Nicolas | Claude Roure      | Alpine A110 1600 S     | 4      | 4 h 13 min 09 s | + 4 min 22 s  |
| 8    | Bernard Darniche    | Claude Robertet   | Alpine A110 1600 S     | 4      | 4 h 14 min 54 s | + 6 min 07 s  |
| 9    | Håkan Lindberg      | Sölve Andreasson  | Fiat 124 Spider        | 4      | 4 h 15 min 10 s | + 6 min 23 s  |
| 10   | Simo Lampinen       | John Davenport    | Lancia Fulvia coupé HF | 4      | 4 h 15 min 42 s | + 6 min 55 s  |
| 11   | Jean Vinatier       | Maurice Gélin     | Alpine A110 1600 S     | 4      | 4 h 17 min 41 s | + 8 min 54 s  |
| 12   | Tony Fall           | Mike Wood         | Datsun 240Z            | 4      | 4 h 19 min 20 s | + 10 min 33 s |
| 13   | Alcide Paganelli    | ‘Ninni’ Russo     | Fiat 124 Spider        | 4      | 4 h 20 min 06 s | + 11 min 19 s |
| 14   | Jean Ragnotti       | Pierre Thimonier  | Opel Kadett Rallye     | 2      | 4 h 21 min 21 s | + 12 min 34 s |
| 15   | Henri Greder        | Pierre Pagani     | Opel Commodore GS/E    | 1      | 4 h 42 min 02 s | + 33 min 15 s |

### Épreuve complémentaire

#### Monaco - Puget-Théniers
Les trente concurrents restant en course repartent de Monaco le jeudi soir, après une bonne journée de repos. Neige et verglas sont présents sur plus de la moitié du parcours nocturne. Dans l'épreuve du col de la Madone, Waldegård attaque et reprend plus d'une demi-minute à Andersson. Le pilote suédois est toujours quatrième, mais n'est plus qu'à une poignée de secondes d'Andruet, qui a perdu la deuxième place au profit de Thérier, revenu à seulement huit secondes de l'homme de tête. Munari a abandonné, vilebrequin cassé, laissant Lampinen défendre seul les couleurs de Lancia. Andersson réagit superbement dans le col de Turini, où il distance Thérier de près d'une demi-minute. Andruet a crevé à la fin de la montée et a dû effectuer toute la descente sur la jante ; il concède une minute et demie et perd la troisième place au profit de Waldegård. Dans le col de la Couillole, Andruet réalise une belle performance et revient à moins d'une demi-minute de Waldegård, tandis que Thérier se rapproche à vingt-cinq secondes d'Andersson. Le deuxième passage dans le «Turini» n'apporte aucun changement significatif mais dans le secteur suivant Andruet se déchaîne une nouvelle fois et rejoint Waldegård à la troisième place du classement général, les deux hommes étant à un peu plus d'une minute d'Andersson qui a maintenant une quarantaine de secondes d'avance sur Thérier. Aaltonen, cinquième, accuse six minutes de retard sur la première Alpine alors que Darniche, sixième à près de huit minutes, n'a plus que dix secondes d'avance sur Lampinen. Marie-Claude Beaumont a dû renoncer après avoir tenté à plusieurs reprises de réparer la fixation d'un triangle de suspension. Paganelli est sorti de la route sur le parcours de liaison et a abandonné, suspension avant endommagée.
| Pos. | Pilote              | Copilote          | Voiture                | Groupe | Temps           | Écart         |
| ---- | ------------------- | ----------------- | ---------------------- | ------ | --------------- | ------------- |
| 1    | Ove Andersson       | David Stone       | Alpine A110 1600 S     | 4      | 5 h 52 min 01 s |               |
| 2    | Jean-Luc Thérier    | Marcel Callewaert | Alpine A110 1600 S     | 4      | 5 h 52 min 42 s | + 41 s        |
| 3    | Björn Waldegård     | Hans Thorszelius  | Porsche 914/6          | 4      | 5 h 53 min 13 s | + 1 min 12 s  |
| 3=   | Jean-Claude Andruet | Michel Vial       | Alpine A110 1600 S     | 4      | 5 h 53 min 13 s | + 1 min 12 s  |
| 5    | Rauno Aaltonen      | Paul Easter       | Datsun 240Z            | 4      | 5 h 58 min 09 s | + 6 min 08 s  |
| 6    | Bernard Darniche    | Claude Robertet   | Alpine A110 1600 S     | 4      | 5 h 59 min 58 s | + 7 min 57 s  |
| 7    | Simo Lampinen       | John Davenport    | Lancia Fulvia coupé HF | 4      | 6 h 00 min 08 s | + 8 min 07 s  |
| 8    | Håkan Lindberg      | Sölve Andreasson  | Fiat 124 Spider        | 4      | 6 h 01 min 10 s | + 9 min 09 s  |
| 9    | Jean Vinatier       | Maurice Gélin     | Alpine A110 1600 S     | 4      | 6 h 04 min 03 s | + 12 min 02 s |
| 10   | Tony Fall           | Mike Wood         | Datsun 240Z            | 4      | 6 h 08 min 28 s | + 16 min 27 s |
| 11   | Jean Ragnotti       | Pierre Thimonier  | Opel Kadett Rallye     | 2      |                 |               |
| 12   | Henri Greder        | Pierre Pagani     | Opel Commodore GS/E    | 1      |                 |               |

#### Puget-Théniers - Monaco
Thérier va reprendre neuf secondes à Andersson dans le dernier passage du «Turini», entretenant le suspense jusqu'au bout. Lampinen a réalisé le meilleur temps, prenant la sixième place du classement général au détriment de Darniche. Waldegård et Andruet ont signé le même chrono et se partagent toujours la troisième place. La dernière épreuve, empruntant le col de la Madone, va se dérouler sur une route parfaitement sèche. Andersson conclut en beauté en remportant la spéciale et rejoint Monaco en vainqueur, avec quarante secondes d'avance sur Thérier. Waldegård et Andruet ont une nouvelle fois réalisé un temps identique, terminant tous deux troisièmes ex æquo du rallye, loin devant Aaltonen et Lampinen. Darniche a terminé avant un moteur ne tournant plus que sur deux cylindres, perdant pour deux secondes la septième place au profit de Lindberg. Onzième, Ragnotti a dominé le Groupe 2 de bout en bout, Opel remportant également la victoire en tourisme de série grâce à Greder, douzième du classement général. La Coupe des Dames revient à Hannelore Werner, qui a réussi à se maintenir devant la Lancia de Rosemary Smith. Seulement vingt-deux voitures ont rallié l'arrivée.

### Classements intermédiaires
Classements intermédiaires des pilotes après chaque épreuve spéciale.

### Classement général

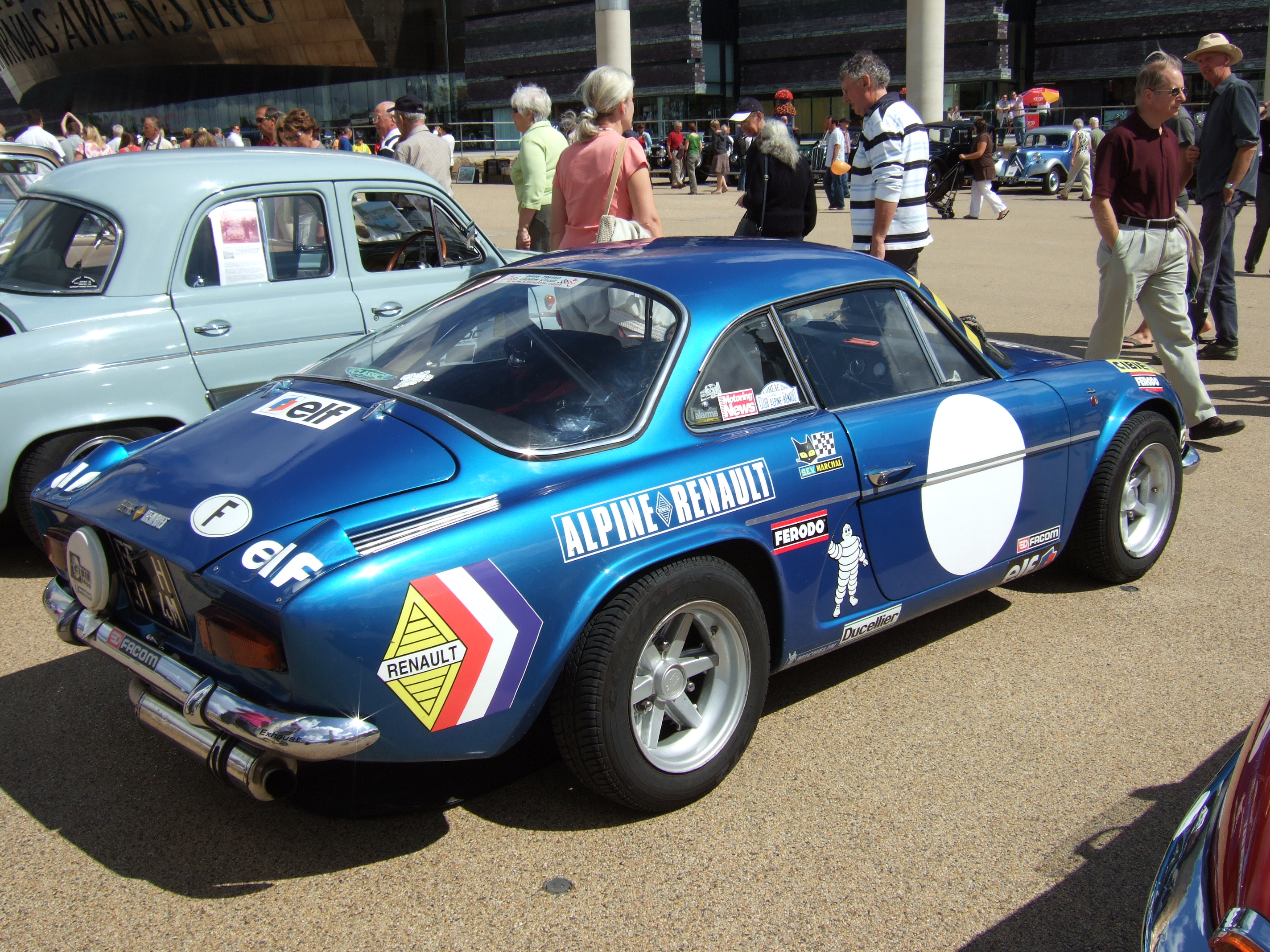
Les Alpine A110 1600 S groupe 4 (ici lors d'une manifestation historique) ont dominé l'édition 1971 du Rallye Monte-Carlo.

| Pos | No | Pilote              | Copilote          | Voiture                | Temps           | Écart         | Groupe |
| --- | -- | ------------------- | ----------------- | ---------------------- | --------------- | ------------- | ------ |
| 1   | 28 | Ove Andersson       | David Stone       | Alpine A110 1600 S     | 6 h 30 min 54 s |               | 4      |
| 2   | 9  | Jean-Luc Thérier    | Marcel Callewaert | Alpine A110 1600 S     | 6 h 31 min 34 s | + 40 s        | 4      |
| 3   | 7  | Björn Waldegård     | Hans Thorszelius  | Porsche 914/6          | 6 h 32 min 45 s | + 1 min 51 s  | 4      |
| 3=  | 22 | Jean-Claude Andruet | Michel Vial       | Alpine A110 1600 S     | 6 h 32 min 45 s | + 1 min 51 s  | 4      |
| 5   | 62 | Rauno Aaltonen      | Paul Easter       | Datsun 240Z            | 6 h 38 min 21 s | + 7 min 27 s  | 4      |
| 6   | 6  | Simo Lampinen       | John Davenport    | Lancia Fulvia coupé HF | 6 h 39 min 47 s | + 8 min 53 s  | 4      |
| 7   | 24 | Håkan Lindberg      | Sölve Andreasson  | Fiat 124 Spider        | 6 h 41 min 13 s | + 10 min 19 s | 4      |
| 8   | 12 | Bernard Darniche    | Claude Robertet   | Alpine A110 1600 S     | 6 h 41 min 15 s | + 10 min 21 s | 4      |
| 9   | 5  | Jean Vinatier       | Maurice Gélin     | Alpine A110 1600 S     | 6 h 45 min 06 s | + 14 min 12 s | 4      |
| 10  | 70 | Tony Fall           | Mike Wood         | Datsun 240Z            | 6 h 52 min 27 s | + 21 min 33 s | 4      |

### Classements par groupe

#### Groupe 1
| Pos | no | Pilote             | Copilote            | Voiture             | Temps           | Écart         | Class. général        |
| --- | -- | ------------------ | ------------------- | ------------------- | --------------- | ------------- | --------------------- |
| 1   | 20 | Henri Greder       | Pierre Pagani       | Opel Commodore GS/E | 7 h 35 min 58 s |               | 12e à 1 h 05 min 04 s |
| 2   | 26 | Claude Ballot-Léna | Jean-Claude Morenas | BMW 2002 Ti         | 8 h 15 min 37 s | + 39 min 39 s | 15e à 1 h 44 min 43 s |
| 3   | 93 | Joachim Springer   | Klaus Miersch       | Opel Kadett Rallye  | 8 h 21 min 18 s | + 45 min 20 s | 16e à 1 h 50 min 24 s |

#### Groupe 2

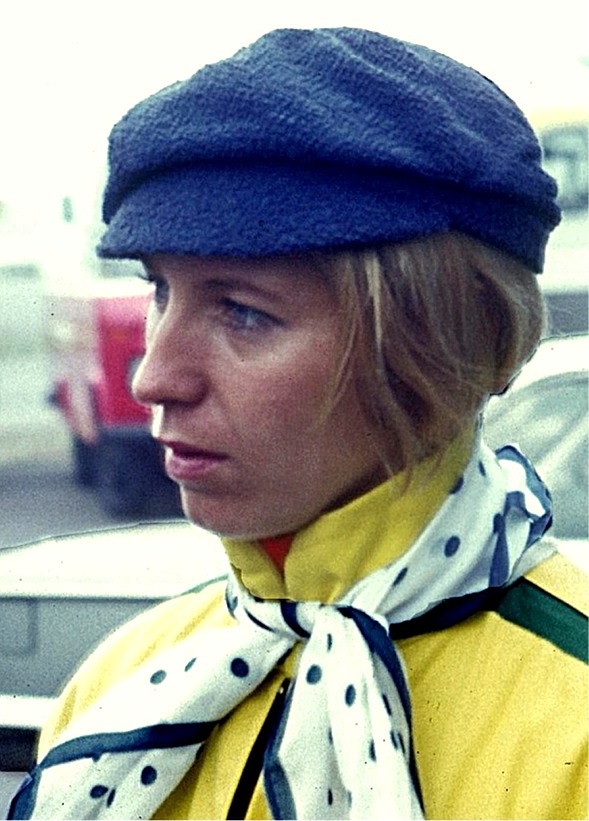
Troisième du groupe 2, Hannelore Werner remporte la Coupe des Dames.

| Pos | no  | Pilote           | Copilote             | Voiture            | Temps           | Écart             | Class. général        |
| --- | --- | ---------------- | -------------------- | ------------------ | --------------- | ----------------- | --------------------- |
| 1   | 25  | Jean Ragnotti    | Pierre Thimonier     | Opel Kadett Rallye | 7 h 17 min 26 s |                   | 11e à 46 min 32 s     |
| 2   | 257 | Klaus Fritzinger | Gernot Zapf          | Ford Capri 2600 RS | 7 h 52 min 29 s | + 35 min 03 s     | 13e à 1 h 21 min 35 s |
| 3   | 99  | Hannelore Werner | Oda Dencker-Andersen | BMW 2002 Ti        | 8 h 30 min 34 s | + 1 h 13 min 08 s | 17e à 1 h 59 min 40 s |

#### Groupe 3
- Aucune voiture du groupe 3 n'a terminé l'épreuve.

#### Groupe 4
| Pos | no | Pilote              | Copilote          | Voiture            | Temps           | Écart        | Class. général   |
| --- | -- | ------------------- | ----------------- | ------------------ | --------------- | ------------ | ---------------- |
| 1   | 28 | Ove Andersson       | David Stone       | Alpine A110 1600 S | 6 h 30 min 54 s |              | Vainqueur absolu |
| 2   | 9  | Jean-Luc Thérier    | Marcel Callewaert | Alpine A110 1600 S | 6 h 31 min 34 s | + 40 s       | 2e à + 40 s      |
| 3   | 7  | Björn Waldegård     | Hans Thorszelius  | Porsche 914/6      | 6 h 32 min 45 s | + 1 min 51 s | 3e à 1 min 51 s  |
| 3=  | 22 | Jean-Claude Andruet | Michel Vial       | Alpine A110 1600 S | 6 h 32 min 45 s | + 1 min 51 s | 3e à 1 min 51 s  |

### Équipages de tête
- ES1 à ES5 :  Ove Andersson -  David Stone (Alpine A110 1600 S)
- ES6 :  Jean-Luc Thérier -  Marcel Callewaert (Alpine A110 1600 S)
- ES7 à ES17 :  Ove Andersson -  David Stone (Alpine A110 1600 S)

### Vainqueurs d'épreuves spéciales
- Ove Andersson -  David Stone (Alpine A110 1600 S) : 5 spéciales (ES 1, 2, 9, 12, 17)
- Sandro Munari -  Mario Mannucci (Lancia Fulvia coupé HF) : 3 spéciales (ES 3, 6, 7)
- Björn Waldegård -  Hans Thorszelius (Porsche 914/6) : 3 spéciales (ES 4, 10, 11)
- Simo Lampinen -  John Davenport (Lancia Fulvia coupé HF) : 3 spéciales (ES 8, 14, 16)
- Jean-Claude Andruet -  Michel Vial (Alpine A110 1600 S) : 2 spéciales (ES 13, 15)
- Håkan Lindberg -  Sölve Andreasson (Fiat 124 Spider) : 1 spéciale (ES 5)

## Résultats des principaux engagés
| No  | Pilote                | Copilote                | Voiture                 | Groupe | Classement général                                   | Class. groupe | Itinéraire  | Commentaire                            |
| --- | --------------------- | ----------------------- | ----------------------- | ------ | ---------------------------------------------------- | ------------- | ----------- | -------------------------------------- |
| 1   | Gérard Larrousse      | Jean-Claude Perramond   | Porsche 914/6           | 4      | ab. après la 3e spéciale (embrayage)                 | -             | Varsovie    |                                        |
| 2   | Jean-Pierre Nicolas   | Claude Roure            | Alpine A110 1600 S      | 4      | ab. dans la 11e spéciale (boîte de vitesses bloquée) | -             | Marrakech   | classé 29e à 7 h 42 min 15 s           |
| 3   | Harry Källström       | Gunnar Häggbom          | Lancia Fulvia coupé HF  | 4      | ab. au départ du parcours commun (soupape)           | -             | Athènes     |                                        |
| 4   | Achim Warmbold        | Hans-Christoph Mehmel   | BMW 2002 Ti             | 2      | ab. après la 2e spéciale (sortie de route)           | -             | Francfort   |                                        |
| 5   | Jean Vinatier         | Maurice Gélin           | Alpine A110 1600 S      | 4      | 9e à 14 min 12 s                                     | 9e            | Marrakech   |                                        |
| 6   | Simo Lampinen         | John Davenport          | Lancia Fulvia coupé HF  | 4      | 6e à 8 min 53 s                                      | 6e            | Athènes     |                                        |
| 7   | Björn Waldegård       | Hans Thorszelius        | Porsche 914/6           | 4      | 3e à 1 min 51 s                                      | 3e            | Varsovie    | 1 min de pénalisations routières       |
| 9   | Jean-Luc Thérier      | Marcel Callewaert       | Alpine A110 1600 S      | 4      | 2e à 40 s                                            | 2e            | Marrakech   |                                        |
| 10  | Sergio Barbasio       | «Kilroy»                | Lancia Fulvia coupé HF  | 4      | ab. dans la 6e spéciale (boîte de vitesses)          | -             | Marrakech   |                                        |
| 11  | Alcide Paganelli      | ‘Ninni’ Russo           | Fiat 124 Spider         | 4      | ab. après la 15e spéciale (sortie de route)          | -             | Athènes     | classé 24e à 4 h 42 min 28 s           |
| 12  | Bernard Darniche      | Claude Robertet         | Alpine A110 1600 S      | 4      | 8e à 10 min 21 s                                     | 8e            | Marrakech   |                                        |
| 14  | Jean-Louis Barailler  | Jean-Philippe Fayel     | Alfa Romeo Giulia GTAM  | 2      | ab. après la 5e spéciale (freins)                    | -             | Reims       |                                        |
| 15  | Sandro Munari         | Mario Mannucci          | Lancia Fulvia coupé HF  | 4      | ab. dans la 11e spéciale (vilebrequin)               | -             | Marrakech   | classé 28e à 7 h 41 min 15 s           |
| 16  | Claude Laurent        | Jacques Marché          | Daf 55                  | 2      | ab. dans le parcours commun                          | -             | Reims       |                                        |
| 17  | Åke Andersson         | Bo Thorszelius          | Porsche 914/6           | 4      | ab. dans la 4e spéciale (boîte de vitesses)          | -             | Varsovie    |                                        |
| 18  | Bob Neyret            | Claudine Trautmann      | Alpine A110 1600 S      | 4      | ab. au départ du parcours commun (soupape)           | -             | Marrakech   |                                        |
| 19  | Giuseppe Ceccato      | Helmut Eisendle         | Fiat 125 S              | 2      | ab. dans la 1re spéciale (bielle coulée)             | -             | Athènes     |                                        |
| 20  | Henri Greder          | Pierre Pagani           | Opel Commodore GS/E     | 1      | 12e à 1 h 05 min 04 s                                | 1er           | Monte-Carlo | 11 min de pénalisations routières      |
| 22  | Jean-Claude Andruet   | Michel Vial             | Alpine A110 1600 S      | 4      | 3e à 1 min 51 s                                      | 3e            | Marrakech   |                                        |
| 23  | Claude Haldi          | André Savary            | Porsche 911 S           | 4      | ab. avant la 1re spéciale (culbuteur)                | -             | Reims       |                                        |
| 24  | Håkan Lindberg        | Sölve Andreasson        | Fiat 124 Spider         | 4      | 7e à 10 min 19 s                                     | 7e            | Athènes     | 1 min de pénalisations routières       |
| 25  | Jean Ragnotti         | Pierre Thimonier        | Opel Kadett Rallye      | 2      | 11e à 46 min 32 s                                    | 1er           | Monte-Carlo | 11 min de pénalisations routières      |
| 26  | Claude Ballot-Léna    | Jean-Claude Morenas     | BMW 2002 Ti             | 1      | 15e à 1 h 44 min 43 s                                | 2e            | Reims       | 35 min de pénalisations routières      |
| 27  | Guy Verrier           | Francis Murac           | Alfa Romeo Giulia GTAM  | 2      | ab. dans le parcours commun (retrait)                | -             | Reims       |                                        |
| 28  | Ove Andersson         | David Stone             | Alpine A110 1600 S      | 4      | 1er                                                  | 1er           | Marrakech   | 1 min de pénalisations routières       |
| 29  | Jean-Pierre Hanrioud  | Jacques Chevaillier     | BMW 2002 Ti             | 2      | ab. après la 2e spéciale (sortie de route)           | -             | Francfort   |                                        |
| 30  | Guy Chasseuil         | Christian Baron         | Porsche 911 S           | 4      | ab. dans la 7e spéciale (boîte de vitesses)          | -             | Varsovie    |                                        |
| 31  | Sobieslaw Zasada      | Ewa Zasada              | Polski Fiat 125P        | 2      | ab. dans le parcours commun (hors délai)             | -             | Varsovie    |                                        |
| 32  | Pierre Maublanc       | Jean-Luc Demarquet      | BMW 2002 Ti             | 1      | ab. dans le parcours commun (hors délai)             | -             | Francfort   |                                        |
| 33  | Amilcare Ballestrieri | Arnaldo Bernacchini     | Lancia Fulvia coupé HF  | 4      | ab. dans la 6e spéciale (demi-arbre)                 | -             | Marrakech   |                                        |
| 34  | Giorgio Pianta        | Fabio Miracolo          | Alfa Romeo Giulia GTAM  | 2      | ab. après la 2e spéciale (collision avec un camion)  | -             | Monte-Carlo |                                        |
| 35  | Marie-Claude Beaumont | Martine de la Grandrive | Opel Commodore GS/E     | 1      | ab. après la 15e spéciale (triangle de suspension)   | -             | Monte-Carlo | classé 25e à 6 h 08 min 19 s           |
| 36  | Jean-Marie Jacquemin  | Sylvain Bernard         | Alpine A110 1600 S      | 4      | ab. avant la 1re spéciale (moteur)                   | -             | Marrakech   |                                        |
| 38  | Nicolas Koob          | Jos Brandenburger       | BMW 2002 Ti             | 2      | ab. dans le parcours commun (sortie de route)        | -             | Francfort   |                                        |
| 42  | René Trautmann        | Dominique Guichard      | Autobianchi A112 Abarth | 2      | ab. dans la 1re spéciale (accident)                  | -             | Monte-Carlo |                                        |
| 52  | Roger Dubos           | Roger Martin            | Autobianchi A112 Abarth | 2      | 20e à 2 h 46 min 18 s                                | 4e            | Monte-Carlo | 1 h 32 min de pénalisations routières  |
| 53  | Andrew Cowan          | Johnstone Syer          | BLMC Mini Cooper S      | 1      | 21e à 2 h 51 min 44 s                                | 5e            | Glasgow     | 1 h 27 min de pénalisations routières  |
| 59  | Rosemary Smith        | Alice Watson            | Lancia Fulvia coupé HF  | 4      | 18e à 2 h 05 min 32 s                                | 12e           | Glasgow     | 48 min de pénalisations routières      |
| 62  | Rauno Aaltonen        | Paul Easter             | Datsun 240Z             | 4      | 5e à 7 min 27 s                                      | 5e            | Monte-Carlo | 1 min de pénalisations routières       |
| 67  | Jean Saurel           | «Tchine»                | Citroën DS 21           | 1      | ab. dans la 3e spéciale (boîte de vitesses)          | -             | Monte-Carlo |                                        |
| 70  | Tony Fall             | Mike Wood               | Datsun 240Z             | 4      | 10e à 21 min 33 s                                    | 10e           | Monte-Carlo | 2 min de pénalisations routières       |
| 83  | Rudi Eberhardt        | Klaus Haase             | Porsche 911 S           | 4      | 14e à 1 h 26 min 23 s                                | 11e           | Varsovie    | 14 min 30 s de pénalisations routières |
| 93  | Joachim Springer      | Klaus Miersch           | Opel Kadett Rallye      | 1      | 16e à 1 h 50 min 24 s                                | 3e            | Reims       | 24 min 30 s de pénalisations routières |
| 99  | Hannelore Werner      | Oda Dencker-Andersen    | BMW 2002 Ti             | 2      | 17e à 1 h 59 min 40 s                                | 3e            | Reims       | 38 min de pénalisations routières      |
| 116 | Jean-Pierre Rouget    | Jean Sarrus             | Alpine A110 1600 S      | 4      | ab. avant la 1re spéciale (boîte bloquée)            | -             | Reims       |                                        |
| 128 | «Christine»           | «Biche»                 | Alfa Romeo Giulia GTAM  | 2      | ab. avant la 1re spéciale (moteur)                   | -             | Reims       |                                        |
| 257 | Klaus Fritzinger      | Gernot Zapf             | Ford Capri 2600 RS      | 2      | 13e à 1 h 21 min 35 s                                | 2e            | Francfort   | 20 min 10 s de pénalisations routières |

- Le numéro 37 a été attribué au journaliste Christian Lacombe, qui a effectué à moto l'intégralité du parcours de concentration en suivant l'itinéraire de Marrakech. Bien que l'épreuve soit réservée aux voitures, les organisateurs lui avaient remis un carnet de pointage pour sa participation officieuse[3].

## Classement du championnat à l'issue de la course
- Attribution des points : 9, 6, 4, 3, 2, 1 respectivement aux six premières marques de chaque épreuve (sans cumul, seule la voiture la mieux classée de chaque constructeur marque des points).
- Troisième du Rallye Monte-Carlo à égalité avec une des Alpine, Porsche a marqué 3,5 points lors de cette épreuve[8].

| Pos. | Marque  | Points | M-C | SUE | SAN | SAF | MAR | AUT | ACR | ALP | RAC |
| ---- | ------- | ------ | --- | --- | --- | --- | --- | --- | --- | --- | --- |
| 1    | Alpine  | 9      | 9   |     |     |     |     |     |     |     |     |
| 2    | Porsche | 3,5    | 3,5 |     |     |     |     |     |     |     |     |
| 3    | Datsun  | 2      | 2   |     |     |     |     |     |     |     |     |
| 4    | Lancia  | 1      | 1   |     |     |     |     |     |     |     |     |